# Gonepteryx cleopatra
Gonepteryx cleopatra (клеопатра) — вид метеликів родини біланових (Pieridae).

## Поширення
Цей вид поширений у Середземноморському регіоні (Південна Європа, Північна Африка і Анатолія).

## Підвиди
- Gonepteryx cleopatra cleopatra (Linnaeus, 1767) – Північна Африка, Португалія, Іспанія, Сицилія
- Gonepteryx cleopatra balearica Bubacek, 1920 – Балеарські острови
- Gonepteryx cleopatra petronella De Freina, 1977 – Ібіца
- Gonepteryx cleopatra italica (Gerhardt, 1882) – Італія, Франція, Корсика, Сардинія
- Gonepteryx cleopatra dalmatica Verity, 1908 – Західні Балкани
- Gonepteryx cleopatra citrina Sheljuzhko, 1925 – Південна Греція
- Gonepteryx cleopatra insularis Verity, 1909 – Крит
- Gonepteryx cleopatra fiorii Turati & Fiori, 1930 – Родос
- Gonepteryx cleopatra taurica (Staudinger, 1881) – Анатолія, Сирія, Йорданія, Ізраїль, Кіпр
- Gonepteryx cleopatra palmata Turati, 1921 – Лівія